# Heterusia hippomenatoides
Heterusia hippomenatoides là một loài bướm đêm trong họ Geometridae.